# Musée de l'artisanat de Luostarinmäki
Le Musée de l'artisanat (finnois : Luostarinmäen käsityöläismuseo) est un musée situé sur la colline Vartiovuorenmäki du quartier II à Turku en Finlande.

## Galerie du musée de l'artisanat

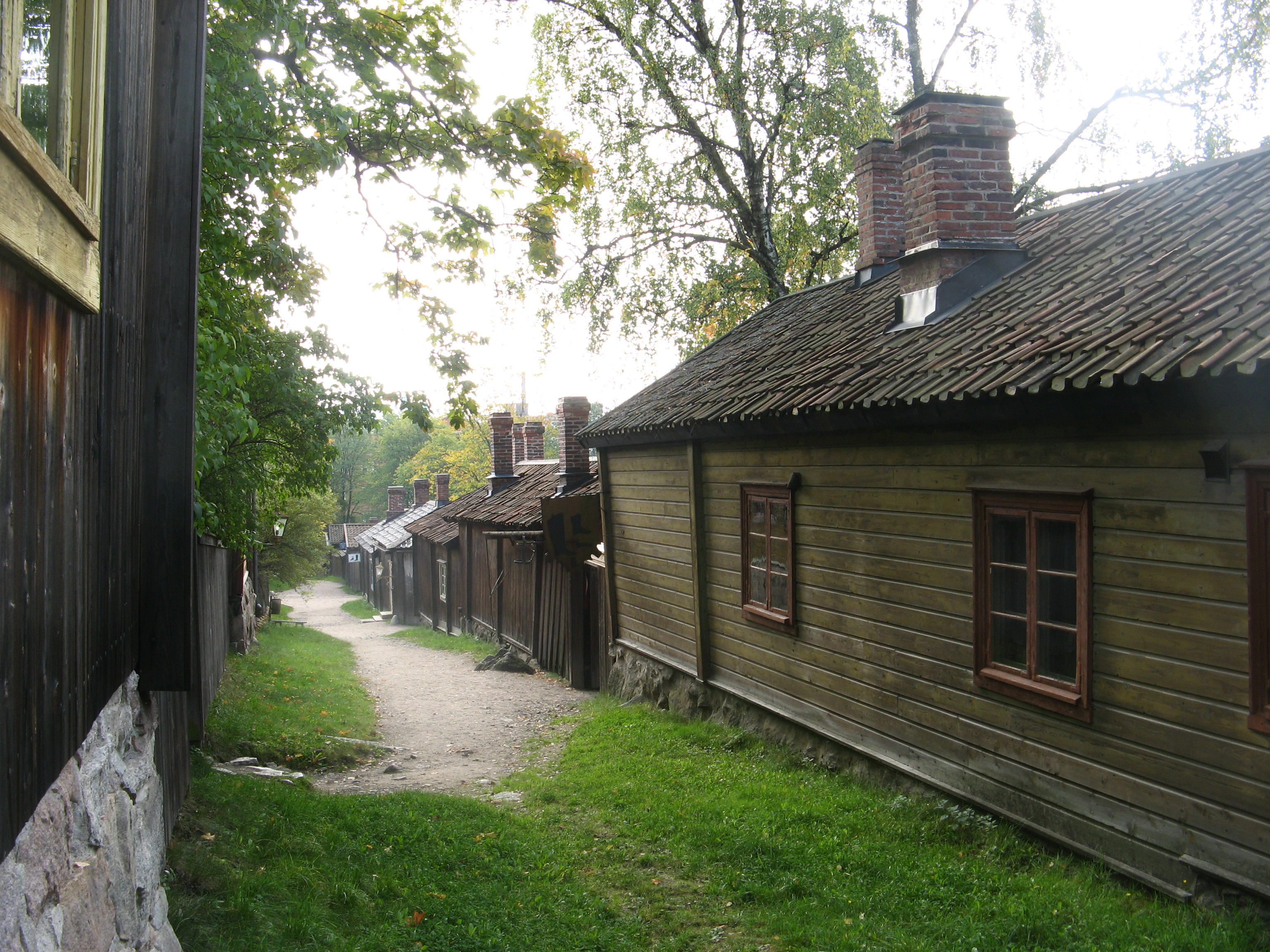
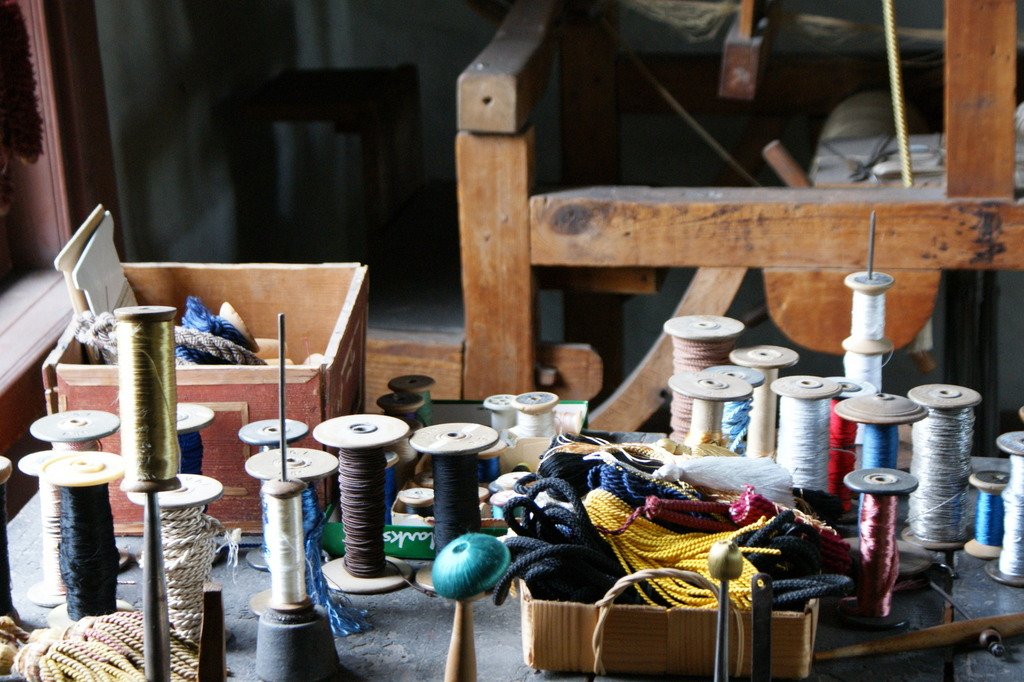
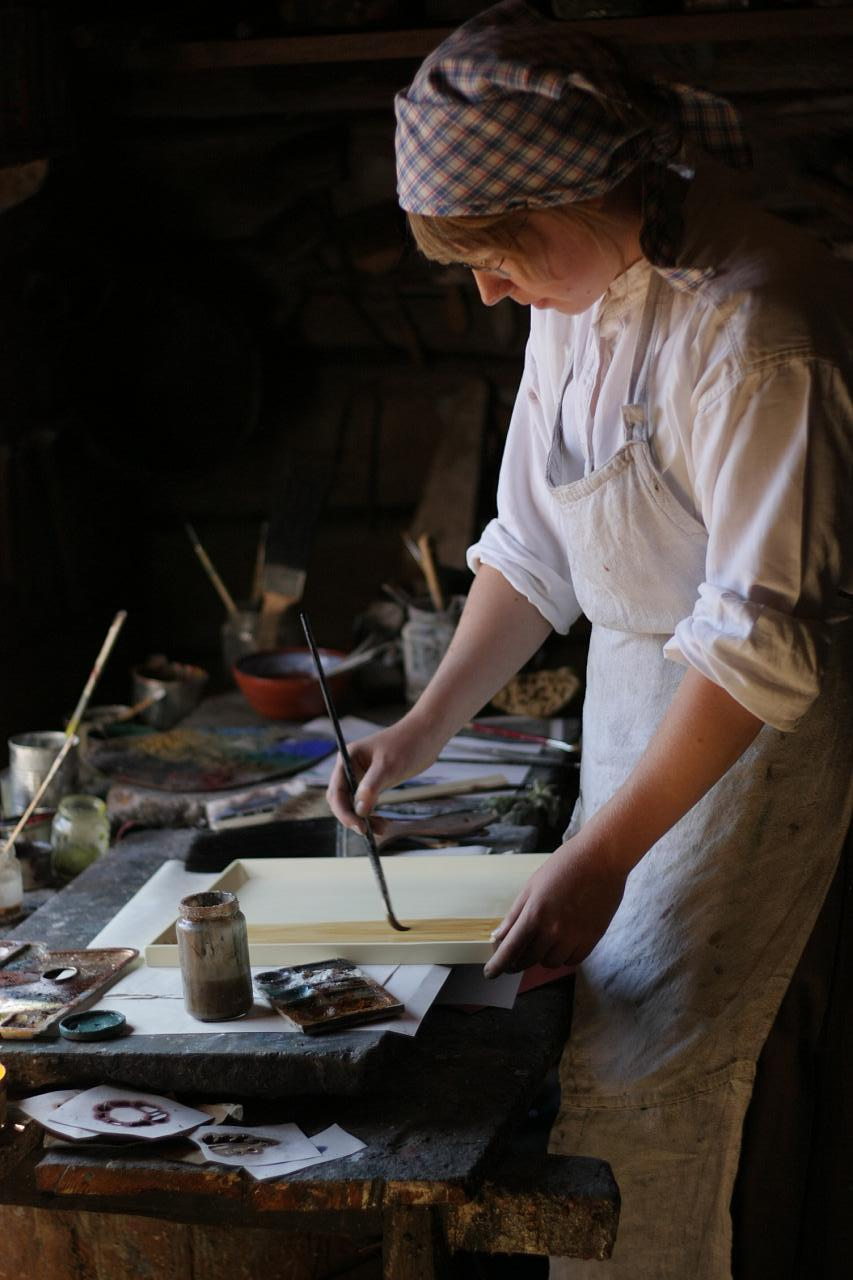
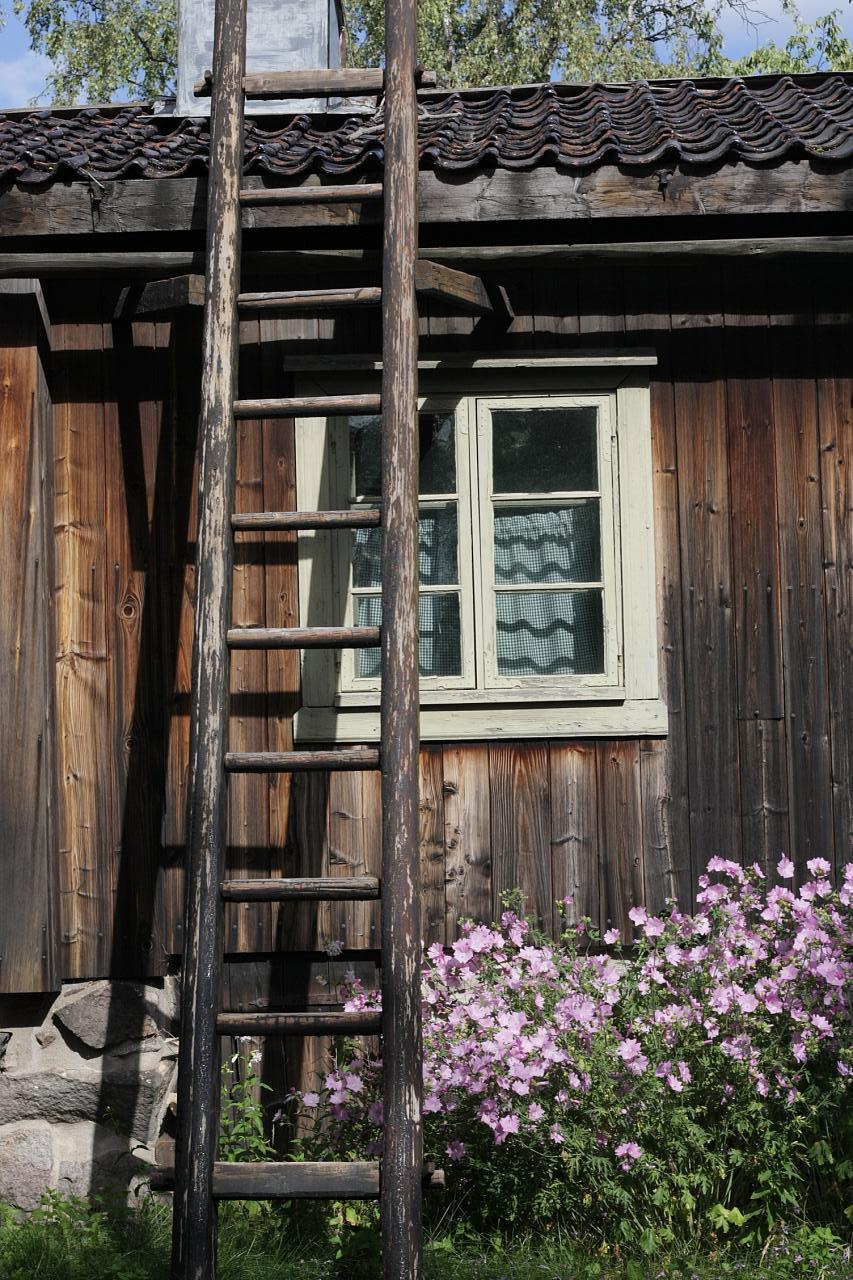